# Chalcolepis emarginatus
Chalcolepis emarginatus là một loài bọ cánh cứng trong họ Elateridae. Loài này được Punam, Vats & Saini miêu tả khoa học năm 1996.